# Georges Baines
Pour les articles homonymes, voir Baines.
Georges Frederic John chevalier Baines, né le 7 mai 1925 à Berchem et décédé le 22 mai 2013 est un architecte belge.
Il est professeur de l'Institut Henry Van de Velde à Anvers; membre de la Stedelijke Bouwcommissie Antwerpen.
Avec Bernard Baines, il rénova e.a. le musée communal d’Ixelles, le pavillon belge à la Biennale de Venise et la villa Nubar Bey de l’architecte Auguste Perret (1931) à Garches.
Il est élevé au rang de chevalier par le roi Albert II de Belgique en 2000.

## Distinctions
- Lauréat du :
  - Grand Prix d'Architecture de Belgique
  - Prix Paul Bonduelle
  - Prix baron Horta
  - Premier prix du 3rd Belgian Architectural Award pour les bâtiments publics et pour la Restauration
- Finaliste du prix Mies van der Rohe
- Chevalier de l'ordre de la Couronne.